# André Hajdu

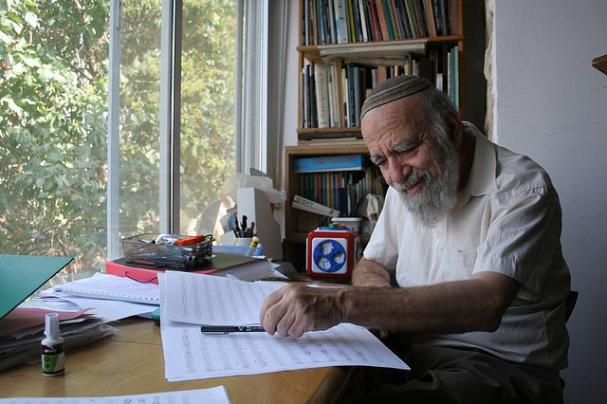

André Hajdu (húngaro: Hajdú András, hebreo: אנדרה היידו; 5 de marzo de 1932 - 1 de agosto de 2016) fue un compositor y etnomusicólogo israelí nacido en Hungría.

## Biografía
Hajdu estudió en la Academia de Música Franz Liszt en Budapest con Endre Szervánszky y Ferenc Szabó (composición), Erno Szégedi (piano) y Zoltán Kodály (etnomusicología). Como discípulo de Kodály, estuvo involucrado durante dos años en investigaciones sobre la cultura musical gitana y publicó varios artículos sobre este tema.
Después de la revolución húngara de 1956, Hajdu escapó a París y continuó sus estudios en el Conservatorio de París con Darius Milhaud (composición) y Olivier Messiaen (filosofía de la música), obteniendo el primero premio en la disciplina Entre sus compañeros de clase estaban Gilbert Amy, William Bolcom, Philip Corner y Paul Mefano. En París conoció a varias personas estimulantes, desde el dramaturgo Samuel Beckett hasta el Prof. Israel Adler de la Universidad Hebrea, quien lo trajo a su primera visita a Israel en 1966.

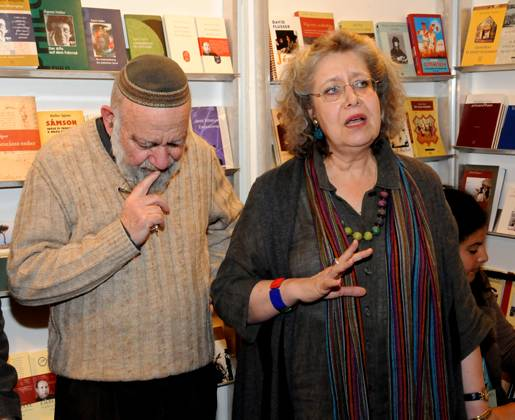
Mira Zakai y Andre Hajdu en Jerusalén

Hajdu tomó su residencia en Jerusalén en 1966. Enseñó en la Academia de Música de Tel Aviv desde 1966 hasta 1991 y en la Universidad de Bar-Ilan desde 1970. Se desempeñó como presidente en el Departamento de Música allí y fundó un departamento de composición. Sus notables estudiantes han incluido a Gil Shohat, Yonatan Razel, Yoni Rechter, Matti Kovler y Matan Porat.
Hajdu compuso muchas obras pedagógicas, particularmente para piano y teoría a través de un enfoque creativo (involucrar al jugador en el proceso de composición), p. Vía Láctea, Arte de tocar el piano, Libro de desafíos, Concierto para 10 jóvenes pianistas. Todo esto está conectado con la práctica de la enseñanza creativa en la Academia de Artes y Ciencias de Israel en Jerusalén, una escuela experimental para un nuevo enfoque de la enseñanza de la música. También estudió los repertorios judío Klezmer y Hassidic y publicó varios artículos sobre este tema. Estuvo profundamente involucrado en temas judíos, no solo en los niveles folclóricos o litúrgicos habituales, sino que también se enfrentó a temas más abstractos del pensamiento judío (Derecho oral, libros filosóficos de la Biblia), así como a la historia judía. En 2005 recibió el título de doctor honoris causa de la Universidad Hebrea de Jerusalén.
Hajdu murió en Jerusalén a los 84 años.

## Premios
- En 1955, Hajdu ganó el primer premio con su Gitana Cantata en la competencia del Festival Mundial de la Juventud en Varsovia.
- En 1997 fue galardonado con el Premio de Israel, para la música.[4]

## Obras seleccionadas
Para la Etapa
- Ludus Paschalis, una obra de pascua medieval (1970)
- La Historia de Jonas, Ópera para niños del coro (1985-1987)
- Koheleth (Ecclesiaste), un bíblica recitación con 4 celli

Orquestal
- Petit enfer (1959)
- La Insoportable Intensidad de la Juventud (1976)
- Tímido Serenatas para clarinete y orquesta (1979)
- De la Luz y la Profundidad (1983-1984)
- Concierto para un Final de Siglo para piano y orquesta (1990)
- Continuum de 15 jugadores y piano (1995)

Las cadenas 
- Truath Melej (Rapsodia sobre Judío Temas) para clarinete y orquesta de cuerda (1974)
- El Falso Profeta para narrador y orquesta de cuerda (1977)
- Divertimento (1988)
- Obertura en Forma de una Cometa (1985)

Cámara
- 5 Bocetos en el estado de Ánimo Sentimental para cuarteto de piano (1976)
- Instantes suspendus para violín, viola o violonchelo solo (1978)
- Sonatine à la française (Sonatina en estilo francés) para flauta y violonchelo (1990)
- Variaciones para cuarteto de cuerda (1997)
- El nacimiento de un Niggun para flauta, clarinete y piano (1998)
- Mishná-Variaciones para cuarteto de cuerda (1998)
- Música para Tres para violín, violonchelo y piano (1999)

Piano
- Plasmas (1957)
- Diary from Sidi-Bou Said (1960)
- Journey around My Piano (1963)
- Noir sur blanc (1988)
- Metamorphoses (1997)
- 5 Inventions for piano 4-hands (1983)

Canciones
- The Floating Tower (Mishnayoth) (1972–1973)
- Bestiary (Ted Hughes) (1993)
- Merry Feet (1998)
- Nursery Songs

Vocal-orquestal
- Los ciclos de la Vida, de la Cantata (1985)
- Sueños de España (1991); acerca de la expulsión de los judíos de España
- Job y sus plumas, Históricos y Bíblicos Oratorio (1995)

Coral
- Casa de Saúl, para coro mixto (1974)
- La Cuestión de los Hijos (1974)
- Bitzinioth Nov (Canción del Mar) (1973)
- Mishnayoth (1972-1973)
- Proverbios de Salomón, para coro y percusión (1978)

## Discografía
- De la Luz y la Profundidad. I. M. I. (Israel)
- Ecclesiaste Archivado el 11 de mayo de 2018 en Wayback Machine. R. C. A. Victor (Francia)
- Sueños de España Archivado el 11 de mayo de 2018 en Wayback Machine. - Hungaroton (Budapest)
- Concierto para un final de siglo Archivado el 11 de mayo de 2018 en Wayback Machine. - Hungaroton (Budapest)
- Truath Melec En Su Poder. Plano (Alemania)
- Libro de Desafíos Archivado el 11 de mayo de 2018 en Wayback Machine. (Israel)
- Retro-Retrato Archivado el 11 de mayo de 2018 en Wayback Machine. (Israel)
- La Música Para Conjuntos De Cámara Archivado el 11 de mayo de 2018 en Wayback Machine. (Israel)